# Röhssfjord
De Röhssfjord is een fjord in het Nationaal park Noordoost-Groenland in het oosten van Groenland.

## Geografie
De fjord maakt deel uit van het fjordencomplex van de Koning Oscarfjord. Hij mondt in het oosten uit in de Kempefjord, samen met de Dicksonfjord en de Rhedinfjord. De fjord is west-oost georiënteerd en heeft een lengte van meer dan 25 kilometer.
In het noorden en zuiden is de fjord begrensd door het schiereiland Gletscherland. De fjord deelt het schiereiland bijna in tweeën.
Smeltwater van onder andere de Wahlenberggletsjer stroomt ook via deze fjord weg.